# Tschöfs

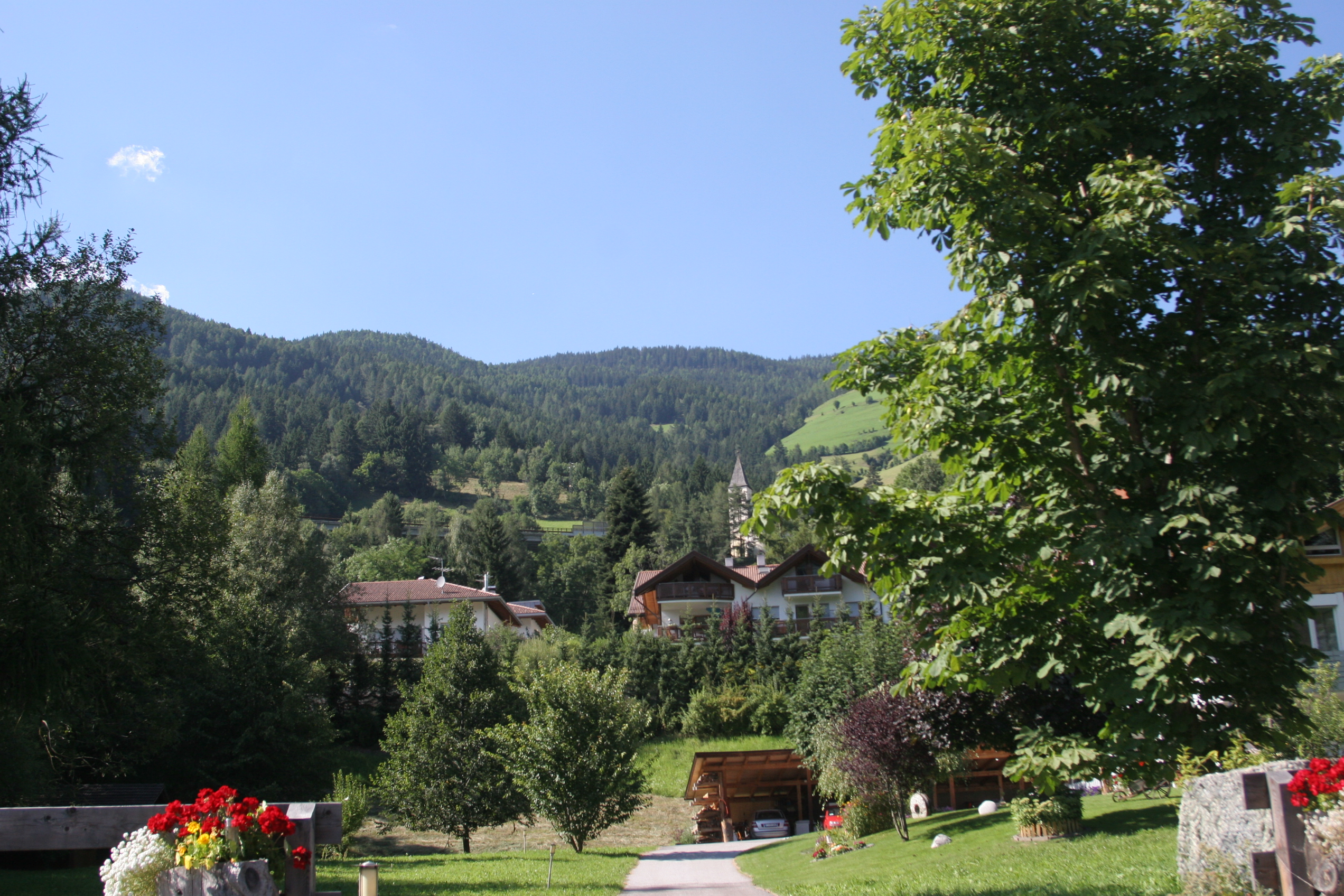
Blick auf Tschöfs

Tschöfs (italienisch Ceves) ist eine Fraktion der Gemeinde Sterzing in Südtirol (Italien). Die Weiler der Fraktion, die zusammen rund 300 Einwohner haben, befinden sich im Wipptal nördlich des Sterzinger Stadtzentrums auf der orographisch rechten Talseite, also westlich vom Eisack. Intern gliedert sich die Fraktion in mehrere Ortslagen, die sich über die Osthänge des Rosskopfs verteilen. Der namengebende Weiler Tschöfs mit der St.-Peter-und-Paul-Kirche liegt auf 1050 m Höhe, ist über eine Zufahrt mit der Brennerstaatsstraße verbunden und wird heute durch die A22 zerteilt; nördlich davon befinden sich die Weiler Matzes (1320 m), Flans (1320 m) und – bereits kurz vor Gossensaß – Steckholz (1150 m), südlich der Weiler Raminges (1150 m). Erstmals wird Tschöfs bereits im Jahr 827 in der sogenannten Quartinus-Urkunde als „Zedes“ genannt, als dortiger Besitz an das Kloster Innichen übertragen wurde. Bis 1931 war Tschöfs eine eigenständige Gemeinde, ehe es von der faschistischen Administration nach Sterzing eingemeindet wurde.